# Mysmenopsis gamboa
Mysmenopsis gamboa là một loài nhện trong họ Mysmenidae.
Loài này thuộc chi Mysmenopsis. Mysmenopsis gamboa được Norman I. Platnick & Mohammad U. Shadab miêu tả năm 1978.